# Kansas (1988)
Kansas (bra: Kansas - Uma Dupla Acima da Lei) é um filme estadunidense de 1988, dos gêneros drama romântico-policial, dirigido por David Stevens e estrelado por Matt Dillon e Andrew McCarthy,

## Enredo
Wade Corey é um jovem andarilho que, a caminho de Nova York, vê seu carro pifar. A única alternativa para seguir viagem é pular em um vagão de cargas vazio em um trem que passa na região. Lá dentro encontra Doyle que está indo para a pequena cidade onde nasceu (Cherokee, Kansas). Chegando lá, Doyle obriga Corey a participar de um roubo a banco. Na fuga, Corey acaba salvando a filha do prefeito.